# Ruderverein Dorsten
Der Ruderverein Dorsten ist ein Sportverein aus Dorsten.

## Geschichte und Lage
Der Ruderverein Dorsten wurde am 22. November 1976 gegründet. Das Bootshaus befindet sich am Wesel-Datteln-Kanal.

## Bekannte Sportler
Dirk Balster war 1989 und 1990 Weltmeister mit dem Deutschland-Achter. Wolfgang Klapheck war 1990 Weltmeisterschaftszweiter im Vierer mit Steuermann und 1991 Weltmeister im Achter. Charlotte Reinhardt war 2016 Weltmeisterschaftsdritte. Christopher Reinhardt war 2019 Weltmeister mit dem Deutschland-Achter. 2017 und 2019 gewann er Gold bei den Europameisterschaften. Thorsten Streppelhoff gewann je eine olympische Silber- und Bronzemedaille. Dreimal war er Weltmeister mit dem Deutschland-Achter.
Cedric Kulbach und Jason Osborne erruderten ihre Erfolge für andere Vereine, begannen aber in Dorsten.

## Andere Sportarten
Der Verein bietet außer Rudern auch Fußball und Frauenturnen auf Breitensportbasis an.